# Karl Helfenberger
Karl Michael Helfenberger (* 20. Juli 1878 in Bergen; † 27. Mai 1945 in Bremen) war ein deutscher Gewerkschafter und Politiker (SPD).

## Leben
Helfenberger wurde als Sohn eines Büttners geboren. Nach dem Besuch der Volksschule absolvierte er eine Böttcherlehre. Er arbeitete zunächst in seinem erlernten Beruf und wurde später Gewerkschaftsangestellter. Von 1907 bis 1919 war er Vorsitzender der Filiale des Böttcherverbandes in Nürnberg und gleichzeitig Mitglied des Gauvorstandes der Gewerkschaft. Von Mai 1919 bis 1928 arbeitete er als Redakteur für die Böttcherzeitung in Bremen und von 1928 bis zu seiner Entlassung 1933 war er als Gewerkschaftsangestellter Bezirksleiter des Nahrungsmittel- und Getränkearbeiterverbandes mit Sitz in Bremen. In den 1920er Jahren fungierte er zugleich als Vorstandsmitglied der Kreissparkasse in Achim.
Helfenberger trat in die SPD ein und war von 1926 bis 1928 Vorsitzender des SPD-Unterbezirkes Achim-Verden. Er engagierte sich zunächst kommunalpolitisch und war Gemeindeverordneter und unbesoldeter Beigeordneter in Hemelingen sowie von 1921 bis 1932 Kreistagsmitglied und von 1926 bis 1933 Kreisausschussmitglied des Kreises Achim. Im Mai 1928 wurde er als Abgeordneter in den Preußischen Landtag gewählt, dem er bis 1932 angehörte. Im Parlament vertrat er den Wahlkreis 15 (Ost-Hannover).
Während der Zeit des Nationalsozialismus wurde Helfenberger über einen längeren Zeitraum im Gefängnis in Verden inhaftiert.
Karl Helfenberger war seit 1908 verheiratet und hatte drei Kinder.